# Trihesperus glaucus
Trihesperus glaucus là một loài thực vật có hoa trong họ Măng tây. Loài này được (Ruiz & Pav.) Herb. miêu tả khoa học đầu tiên năm 1844.